# Campeonato Português de Hóquei em Patins de 1971–72
O Campeonato Português de Hóquei de Patins de 1971-72 foi a 32ª edição do principal escalão da modalidade em Portugal.
Num campeonato disputado em três fases, o SL Benfica conquistava o seu 11.º campeonato ao superiorizar-se na fase final ao GD Banco Comercial de Angola, Clube Ferroviário de Lourenço Marques e Sporting CP.

## Equipas participantes
| Infante de Sagres    | Porto               | SL Benfica          | Lisboa        | GD Banco Comercial de Angola    | Luanda           |
| FC Porto             | Porto               | Sporting CP         | Lisboa        | Ferroviário de Lourenço Marques | Lourenço Marques |
| AD Valongo           | Valongo             | AD Oeiras           | Oeiras        |                                 |                  |
| GDC Fânzeres         | Fânzeres            | GDS Cascais         | Cascais       |                                 |                  |
| Académico do Porto   | Porto               | CUF Barreiro        | Barreiro      |                                 |                  |
| Carvalhos            | Pedroso             | CD Paço de Arcos    | Paço de Arcos |                                 |                  |
| Académica de Espinho | Espinho             | Parede FC           | Parede        |                                 |                  |
| UD Oliveirense       | Oliveira de Azeméis | CA Campo de Ourique | Lisboa        |                                 |                  |
| Conimbricense        | Coimbra             | Juventude Salesiana | Estoril       |                                 |                  |
| Vilanovense          | Vila Nova de Gaia   | Belenenses          | Lisboa        |                                 |                  |

## Classificação

### Campeonato Metropolitano

#### Zona Norte
| Pos | Equipa               | J  | V  | E | D  | GM  | GS  | Diff | Pts | Qualificação/Despromoção |
| --- | -------------------- | -- | -- | - | -- | --- | --- | ---- | --- | ------------------------ |
| 1   | Infante de Sagres    | 18 | 16 | 0 | 2  | 147 | 42  | +105 | 50  | Fase Final - 1.ª Fase    |
| 2   | FC Porto             | 18 | 14 | 3 | 1  | 124 | 52  | +72  | 49  | Fase Final - 1.ª Fase    |
| 3   | AD Valongo           | 18 | 12 | 3 | 3  | 138 | 57  | +81  | 45  |                          |
| 4   | GDC Fânzeres         | 18 | 10 | 1 | 7  | 125 | 85  | +40  | 39  |                          |
| 5   | Académico do Porto   | 18 | 8  | 4 | 6  | 91  | 71  | +20  | 38  |                          |
| 6   | Carvalhos            | 18 | 8  | 4 | 6  | 86  | 83  | +3   | 38  |                          |
| 7   | Académica de Espinho | 18 | 6  | 1 | 11 | 76  | 130 | -54  | 30  |                          |
| 8   | UD Oliveirense       | 18 | 5  | 0 | 13 | 101 | 147 | -46  | 27  | Play-off de Despromoção  |
| 9   | Conimbricense        | 18 | 2  | 0 | 16 | 66  | 194 | -128 | 22  | II Divisão               |
| 10  | Vilanovense          | 18 | 1  | 0 | 17 | 69  | 162 | -93  | 20  | II Divisão               |

#### Zona Sul
| Pos | Equipa              | J  | V  | E | D  | GM  | GS  | Diff | Pts | Qualificação/Despromoção |
| --- | ------------------- | -- | -- | - | -- | --- | --- | ---- | --- | ------------------------ |
| 1   | SL Benfica          | 18 | 14 | 3 | 1  | 169 | 68  | +101 | 49  | Fase Final - 1.ª Fase    |
| 2   | Sporting CP         | 18 | 13 | 3 | 2  | 111 | 58  | +53  | 47  | Fase Final - 1.ª Fase    |
| 3   | AD Oeiras           | 18 | 11 | 3 | 4  | 113 | 80  | +33  | 43  |                          |
| 4   | GDS Cascais         | 18 | 10 | 1 | 7  | 118 | 93  | +25  | 39  |                          |
| 5   | CUF Barreiro        | 18 | 9  | 2 | 7  | 100 | 104 | -4   | 38  |                          |
| 6   | CD Paço de Arcos    | 18 | 6  | 5 | 7  | 65  | 66  | -1   | 35  |                          |
| 7   | Parede FC           | 18 | 7  | 3 | 8  | 103 | 113 | -10  | 35  |                          |
| 8   | CA Campo de Ourique | 18 | 3  | 4 | 11 | 93  | 140 | -47  | 28  | Play-off de Despromoção  |
| 9   | Juventude Salesiana | 18 | 4  | 1 | 13 | 69  | 87  | -18  | 27  | II Divisão               |
| 10  | Belenenses          | 18 | 0  | 1 | 17 | 72  | 201 | -129 | 19  | II Divisão               |

#### Fase Final - 1.ª Fase
| Pos | Equipa            | J | V | E | D | GM | GS | Diff | Pts | Qualificação/Despromoção |
| --- | ----------------- | - | - | - | - | -- | -- | ---- | --- | ------------------------ |
| 1   | SL Benfica        | 6 | 6 | 0 | 0 | 32 | 14 | +18  | 18  | Fase Final - 2.ª Fase    |
| 2   | Sporting CP       | 6 | 4 | 0 | 2 | 25 | 19 | +6   | 14  | Fase Final - 2.ª Fase    |
| 3   | FC Porto          | 6 | 1 | 1 | 4 | 14 | 27 | -13  | 9   |                          |
| 4   | Infante de Sagres | 6 | 0 | 1 | 5 | 14 | 25 | -11  | 7   |                          |

### Campeonato Nacional

#### Fase Final - 2.ª Fase
| Pos | Equipa                          | J | V | E | D | GM | GS | Diff | Pts | Qualificação/Despromoção   |
| --- | ------------------------------- | - | - | - | - | -- | -- | ---- | --- | -------------------------- |
| 1   | SL Benfica                      | 6 | 5 | 0 | 1 | 36 | 21 | +15  | 16  | Taça dos Campeões Europeus |
| 2   | GD Banco Comercial de Angola    | 6 | 2 | 1 | 3 | 19 | 24 | -5   | 11  |                            |
| 3   | Ferroviário de Lourenço Marques | 6 | 2 | 1 | 3 | 28 | 36 | -8   | 11  |                            |
| 4   | Sporting CP                     | 6 | 2 | 0 | 4 | 24 | 26 | -2   | 10  |                            |

| Campeão Nacional 1971/1972 |
| -------------------------- |
|                            |
| Benfica 11.° Título        |